# Geinula
Geinula là một chi bọ cánh cứng trong họ Chrysomelidae.
Chi này được miêu tả khoa học năm 1936 bởi Oglobin.

## Các loài
Các loài trong chi này gồm:
- Geinula antennata (Chen, 1961)
- Geinula coeruleipennis Chen, 1987
- Geinula jacobsoni (Ogloblin, 1936)
- Geinula longipilosa Chen, 1987
- Geinula nigra (Gressitt & Kimoto, 1963)
- Geinula rugipennis Chen, 1987
- Geinula similis Chen, 1987
- Geinula trifoveolata Chen, 1987